# Спадало (лист)
Спадало је био недељни илустровани лист за шалу и сатиру који је излазио од 1914. до 1915. године у издању Страже. Изашло је тридесетак бројева, али су сачувани само неки од њих. Сачувана грађа чини део колекције Велики рат Народне библиотеке Србије.

## Сарадници
У листу је сарађивао Брана Ђ. Цветковић као илустратор, карикатуриста и писац сатиричних прилога. Поред њега, сарадник листа био је и Чича Илија Станојевић.
Аутори прилога су се углавном потписивали псеудонимом: 
- Грацијано,
- Џек,
- Неготинац,
- Rodrigo итд.

## Прилози и изглед часописа
Лист је био новинског формата и имао је свега 4 странице. Прилози су били подељени на четири ступца. 
Осим кратких прозних и песничких прилога, лист је доносио и тзв. модерне огласе који су били нарочито популарни. Неки бројеви имали су и рубрику Из дечијег света.